# مسجد ليون الكبير
مسجد ليون الكبير هو مسجد يقع في مدينة ليون بفرنسا. افتتح في 30 سبتمبر 1994، ويعتبر سادس أكبر مسجد في فرنسا. يضم المسجد منشآت ثقافية ومكتبة ومدرسة.

## العمارة
يجمع المسجد بين العمارة التقليدية المغاربية وفن الخط، بالإضافة إلى الطراز الغربي الحديث يضم المسجد مئذنة بطول 25 مترًا. المدخل مغطى بهرم زجاجي يضم 230 عمودًا. 

## تاريخ
تم تصميمه من قبل المهندسين المعماريين في ليون بالاندراس وميرابو، وبتمويل كبير من قبل الملك فهد من السعودية، ودول إسلامية أخرى. تم تشكيل جمعية في عام 1980 للترويج لبناء مسجد في ليون، لكن محاولات الحصول على إذن التخطيط تم حظرها مرارًا وتكرارًا.
في عام 1981، أعلن فاليري جيسكار ديستان، خلال الحملة الرئاسية، أن الدولة ستمول بناء مركز ثقافي للجالية المسلمة في ليون.
في عام 1984، تم منح أول تصريح بناء من قبل فرانسيسك كولومب، عمدة ليون. في يوليو 1984، تم إلغاء هذا التصريح من قبل المحكمة الإدارية بسبب "التعدي على "منطقة مشجرة مصنفة".
في عام 1985، تم منح تصريح بناء ثان ضمنيا؛ واعتُرف بهذا التصريح على أنه صالح من قبل المحكمة الإدارية بتاريخ 10 يونيو 1986.
في عام 1987، اقترح مجلس مدينة ليون أرضًا جديدة في موقع شارع دي سورفيل في الدائرة الثامنة. يتم إصدار رخصة بناء ثالثة للجمعية، بالقرب من مستشفى سان جوان دي ديو. لكن لجنة من الأهالي بعنوان «حركة سياسية ذات مصلحة وطنية» يدعمها التجمع الوطني اليميني، عارضت بناء المسجد في هذا الموقع.
في عام 1989، أعلن ميشيل نوير، عمدة ليون، عن بناء مسجد بوليفارد بينيل. يتم إصدار رخصة بناء جديدة في29 أغسطس. تم تقديم التماس من السكان ضد بناء المسجد 6 سبتمبر، تلتها مظاهرة المعارضين يوم 25 سبتمبر.
في عام 1991، رفضت المحكمة الإقليمية طلب جمعية السكان المحليين لإلغاء عقد الإيجار الممنوح للجميعة.
في 14 يونيو 1992، تم وضع الحجر الأول بحضور أكثر من 3000 شخص وغياب سلطات المدينة التي قررت عدم المشاركة.[بحاجة لمصدر] وتم افتتاح موقع البناء في 15 يوليو.
في 30 سبتمبر 1994، تم افتتاح المسجد من قبل شارل باسكوا وزير العبادة، وميشيل نوير رئيس بلدية ليون وسفير السعودية والسلطات المدنية والدينية.

## الوظيفة الثقافية والاجتماعية
يؤدي مسجد ليون دورًا ثقافيًا من خلال مكتبته، كما يقدم تعليمًا باللغة العربية بالإضافة إلى المبادئ الأساسية للإسلام. في أكتوبر من كل سنة، يتم تنظيم ندوة تجمع الباحثين والأكاديميين والعلماء المسلمين.[بحاجة لمصدر] بالإضافة إلى ذلك، يوجد بالمسجد خدمة اجتماعية تعمل على مدار السنة لمساعدة الأشخاص الذين يعانون من صعوبات مالية أو اجتماعية، وإنشاء بنك طعام لمساعدة الفئات الأكثر حرمانًا. شارك المسجد لأول مرة في أيام التراث الأوروبي عام 2002.

## شهادة حلال
تتمثل إحدى صلاحيات المسجد الكبير في ليون، كمؤسسة دينية، في توفير وصول آمن إلى المنتجات التي تتوافق مع المبادئ الإسلامية. للقيام بذلك، تم إنشاء جمعية طقوس لمسجد ليون الكبير (ARGML). تضمن هذه الهيئة مراقبة اللحوم والمنتجات الغذائية الزراعية ومنتجات النظافة ومستحضرات التجميل المعدة للاستهلاك من قبل المجتمع المسلم وإصدار الشهادات الحلال لها.